# Hamelia magnifolia
Hamelia magnifolia är en måreväxtart som beskrevs av Herbert Fuller Wernham. Hamelia magnifolia ingår i släktet Hamelia och familjen måreväxter. Inga underarter finns listade i Catalogue of Life.